# Michael Swift
Michael Swift (né le 26 mars 1987 à Peterborough dans la province d'Ontario au Canada) est un joueur professionnel canadien de hockey sur glace naturalisé sud-coréen,. Il est le cousin de Bryan Young.

## Carrière de joueur
Il joue cinq saisons juniors dans la Ligue de hockey de l'Ontario pour les IceDogs de Mississauga. Il suit l'équipe lorsque celle-ci est relocalisée à Saint Catharines avant le début de la saison 2007-2008. Il commence sa carrière professionnelle en 2006-2007 alors qu'il joint les rangs des Bucks de Laredo de la Ligue centrale de hockey lors des séries éliminatoires.
En avril 2008, il signe un contrat avec les Devils du New Jersey. Il se rapporte au club-école de ces derniers, les Devils de Lowell, au début de la saison 2008-2009 dans la Ligue américaine de hockey. Après trois saisons passées dans la LAH, il quitte l'Amérique du Nord pour la Corée du Sud en 2011 en acceptant un contrat avec l'équipe du High1 en Asia League.
En janvier 2014, il obtient la citoyenneté sud-coréenne, qui lui permet de représenter l'équipe de Corée du Sud.

## Statistiques

### En club
| Saison    | Équipe                 | Ligue       |    | Saison régulière | Saison régulière | Saison régulière | Saison régulière | Saison régulière |   | Séries éliminatoires | Séries éliminatoires | Séries éliminatoires | Séries éliminatoires | Séries éliminatoires |
| Saison    | Équipe                 | Ligue       | PJ | B                | A                | Pts              | Pun              | PJ               | B | A                    | Pts                  | Pun                  |                      |                      |
| 2002-2003 | Bees de Peterborough   | OPJHL       | 3  | 0                | 0                | 0                | 6                | -                | - | -                    | -                    | -                    |                      |                      |
| 2003-2004 | Bees de Peterborough   | OPJHL       | 45 | 25               | 19               | 44               | 103              | -                | - | -                    | -                    | -                    |                      |                      |
| 2003-2004 | IceDogs de Mississauga | LHO         | 9  | 2                | 2                | 4                | 6                | -                | - | -                    | -                    | -                    |                      |                      |
| 2004-2005 | IceDogs de Mississauga | LHO         | 67 | 15               | 17               | 32               | 46               | 5                | 0 | 0                    | 0                    | 4                    |                      |                      |
| 2005-2006 | IceDogs de Mississauga | LHO         | 65 | 22               | 32               | 54               | 46               | -                | - | -                    | -                    | -                    |                      |                      |
| 2006-2007 | IceDogs de Mississauga | LHO         | 67 | 34               | 59               | 93               | 76               | 5                | 0 | 1                    | 1                    | 6                    |                      |                      |
| 2006-2007 | Bucks de Laredo        | LCH         | -  | -                | -                | -                | -                | 12               | 1 | 3                    | 4                    | 8                    |                      |                      |
| 2007-2008 | IceDogs de Niagara     | LHO         | 68 | 38               | 62               | 100              | 130              | 10               | 9 | 9                    | 18                   | 22                   |                      |                      |
| 2008-2009 | Devils de Lowell       | LAH         | 52 | 12               | 15               | 27               | 50               | -                | - | -                    | -                    | -                    |                      |                      |
| 2009-2010 | Devils de Lowell       | LAH         | 76 | 24               | 31               | 55               | 71               | 4                | 0 | 1                    | 1                    | 4                    |                      |                      |
| 2010-2011 | Devils d'Albany        | LAH         | 48 | 16               | 12               | 28               | 48               | -                | - | -                    | -                    | -                    |                      |                      |
| 2010-2011 | Sharks de Worcester    | LAH         | 18 | 1                | 6                | 7                | 28               | -                | - | -                    | -                    | -                    |                      |                      |
| 2011-2012 | High1                  | Asia League | 36 | 44               | 46               | 90               | 84               | -                | - | -                    | -                    | -                    |                      |                      |
| 2012-2013 | High1                  | Asia League | 40 | 39               | 58               | 97               | 119              | -                | - | -                    | -                    | -                    |                      |                      |
| 2013-2014 | High1                  | Asia League | 41 | 37               | 30               | 67               | 110              | 3                | 0 | 2                    | 2                    | 6                    |                      |                      |
| 2014-2015 | High1                  | Asia League | 48 | 34               | 46               | 80               | 114              | 6                | 2 | 3                    | 5                    | 8                    |                      |                      |
| 2015-2016 | High1                  | Asia League | 48 | 31               | 39               | 70               | 119              | -                | - | -                    | -                    | -                    |                      |                      |
| 2016-2017 | High1                  | Asia League | 46 | 23               | 34               | 57               | 116              | -                | - | -                    | -                    | -                    |                      |                      |
| 2017-2018 | High1                  | Asia League | 27 | 14               | 28               | 42               | 71               | -                | - | -                    | -                    | -                    |                      |                      |
| 2018-2019 | Daemyung Killer Whales | Asia League | 34 | 9                | 23               | 32               | 54               | 3                | 2 | 0                    | 2                    | 29                   |                      |                      |

### En équipe nationale
| Année | Équipe       | Compétition              |   | PJ | B | A | Pts | Pun                        |  | Résultat |
| 2014  | Corée du Sud | Championnat du monde D1A | 5 | 1  | 2 | 3 | 29  | 6e place (relégué en D1B)  |  |          |
| 2015  | Corée du Sud | Championnat du monde D1B | 5 | 5  | 4 | 9 | 14  | 1re place (promu en D1A)   |  |          |
| 2016  | Corée du Sud | Championnat du monde D1A | 5 | 5  | 0 | 5 | 12  | 5e place                   |  |          |
| 2017  | Corée du Sud | Jeux asiatiques d'hiver  | 3 | 2  | 1 | 3 | 0   | Médaille d'argent          |  |          |
| 2017  | Corée du Sud | Championnat du monde D1A | 5 | 1  | 3 | 4 | 6   | 2e place (promu en élite)  |  |          |
| 2018  | Corée du Sud | Jeux olympiques          | 4 | 0  | 1 | 1 | 2   | 12e place                  |  |          |
| 2018  | Corée du Sud | Championnat du monde     | 7 | 1  | 0 | 1 | 10  | 16e place (relégué en D1A) |  |          |

## Trophées et honneurs personnels
- Ligue de hockey de l'Ontario
  - 2007-2008 : récipiendaire du trophée Leo-Lalonde

## Transactions en carrière
- 28 avril 2008 : signe un contrat comme agent libre avec les Devils du New Jersey.
- 9 février 2011 : échangé par les Devils aux Sharks de San José avec Patrick Davis contre Steve Zalewski et Jay Leach.
- 4 août 2011 : signe un contrat comme agent libre avec le High1 dans la Asia League.